# Приходько Артем Вікторович
Приходько Артем Вікторович (нар. 21 липня 1985, Київ, Київська область, УРСР) — український сценарист, продюсер, організатор кіновиробництва, співзасновник компании «ПРО-ТВ Продакшн (PRO-TV Production)», мотогонщик, дрифтер, віце-чемпіон Кубку України з шосейно-кільцевих мотоперегонів (2016) .

## Біографія
Артем Приходько народився 21 липня 1985 року у м.Київ, УРСР.
Закінчив Київський національний університет імені Тараса Шевченка (факультет молекулярної біології).

### Захоплення
З 2014 року почав займатися мотоспортом. Виступає під номером 43 в команді «The Riders» (Київ) на мотоциклі Honda CBR600RR.
2016 — Віце-чемпіон Кубку України з шосейно-кільцевих мотоперегонів (класс Дебют 600). Вважається єдиним пілотом в історії України, який фінішував, перебуваючи не в сідлі свого байка (після падіння).
2017 — Участник Чемпіонату України з шосейно-кільцевих мотоперегонів (автодром Чайка, Київ).
Також захоплюється дрифтингом. Пілот команди «Физика движения» (Киев), учасник Чемпіонату України (автомобіль BMW E30), топовий пілот української дрифт-серії змагань.

## Сім'я
- батько — Приходько Віктор Миколайович.

## Фільмографія

### Сценарист
- 2017 — Конвой
- 2018 — Відьма

### Продюсер
- 2013-2014 — Сашка
- 2015 — Пес
- 2015-2016 — Відділ 44
- 2016 — Заборонене кохання
- 2016-2017 — Пес-2
- 2017 — Конвой
- 2017 — Перший хлопець на селі
- 2017 — Пес-3
- 2017 — Сутичка
- 2018 — Відьма
- 2018 — Пес. Новорічне диво
- 2018 — Пес-4
- 2018 — Напівзахисник
- 2018 — Перевірка на міцність
- 2019 — Пес-5
- 2019 — Підлягає знищенню
- 2020 — Операція "Дезертир"
- 2020 — Останній день війни

Виступив у якості режисера кліпу Альони Вінницької на пісню «Подаруй» (головний саундтрек серіалу «Сашка»).